# 西フリースラント諸島

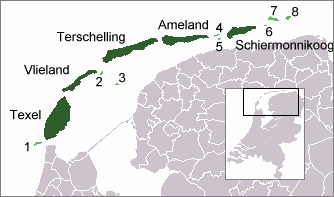
西フリースラント諸島の位置:
1. ノールデルハークス島
2. リヘル島
3. フリーント島
4. リフ島
5. エンヘルスマンプラート島
6. シモンスザント島
7. ロットゥメルプラート島
8. ロットゥメローフ島

西フリースラント諸島（にしフリースラントしょとう、オランダ語: Waddeneilanden ワッデンアイランデン、英: West Frisian Islands）は、オランダの北海沿岸に鎖のように連なる島々の総称。その東は、ドイツ領の東フリースラント諸島である。なお、オランダではフリースラント諸島全体をワッデン諸島と呼んでおり、本記事のような西側のみの呼び方は存在しないが、地理学上東側の東フリースラント諸島と対比する形で西フリースラント諸島と呼ばれる。
西から順にノールデルハークス島（Noorderhaaks）、テセル島、フリーラント島、リヘル島（Richel）、フリーント島（Griend）、テルスヘリング島、アーメラント島、リフ島（Rif）、エンヘルスマンプラート島（Engelsmanplaat）、スヒールモンニコーフ島（Schiermonnikoog）、シモンスザント島（Simonszand）、ロットゥメルプラート島（Rottumerplaat）、ロットゥメローフ島（Rottumeroog）、ゾイデルドインチェス島（Zuiderduintjes）がある。ノールデルハークス島とテセル島は北ホラント州に、面積の小さいシモンスザント島、ロットゥメルプラート島、ロットゥメローフ島、ゾイデルドインチェス島はフローニンゲン州に、その他の島嶼はフリースラント州に属している。
オランダでフリースラント諸島は、週末の観光地として非常に人気がある。本土から定期フェリーで手軽に渡ることができ、特別なツアーも企画されている。島で最も好まれる余暇の過ごし方は、交通手段でもあるサイクリングである。フリーラント島とスヒールモンニコーグ島では、定住者にのみ自動車の所有が許されている。
西フリースラント諸島のスヒールモンニコーフ島、 アーメラント島、テルスヘリング島、フリーラント島、テセル島および外側の北海域と内側のワッデン海域の合計7カ所はラムサール条約登録地となっている。一帯には浅瀬、砂州、干潟、塩生植物、砂丘が発達し、ネズミイルカ、ハイイロアザラシ、ゼニガタアザラシなどの海洋哺乳類、ウミヤツメ、トウェイトシャッドなどの魚類およびソリハシセイタカシギ、サンドイッチアジサシなどの水鳥が多く生息している。島々にはリパリス・ローゼリー、クシロチドリ、イガヤグルマギク、ミクリゼキショウ、アナカンプティス・モリオ、エレオカリス・クインクエフロラ、カレクス・プリカリスなどの植物およびハシグロヒタキ、マミジロノビタキ、サンカノゴイ、セアカモズ、コアジサシ、ハイイロチュウヒ、ヨーロッパチュウヒ、アカアシシギ、ヘラサギなどの動物が生息している。